# Siembaza
Siembaza (ros. Сембаза) – osiedle typu wiejskiego w zachodniej Rosji, w sielsowiecie krupieckim rejonu rylskiego w obwodzie kurskim.

## Geografia
Miejscowość położona jest nad rzeką Obiesta, 1,5 km od centrum administracyjnego sielsowietu krupieckiego (Krupiec), 25,5 km od centrum administracyjnego rejonu (Rylsk), 130 km od Kurska.
W granicach miejscowości znajduje się 49 posesji.

## Demografia
W 2010 r. miejscowość zamieszkiwało 95 osób.